# Ludwig Zöschinger

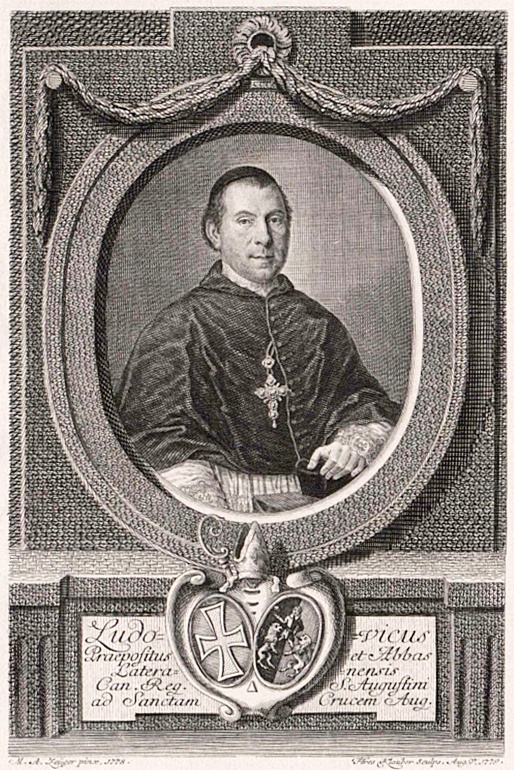
Ludwig Zöschinger

Ludwig Zöschinger (* 29. März 1731 in Burtenbach; † 1. November 1806 in Augsburg) war ein deutscher Geistlicher, Komponist und Organist.
Zöschinger, dessen Taufname Johann Georg war legte 1751 im Augustinerchorherrenstift Hl. Kreuz in Augsburg seine Profess ab und wurde drei Jahre später zum Priester geweiht. Nebenbei hatte er hier das Amt des Stiftsorganisten inne und wurde wenig später Dechant. Nach dem Tod des alten Prälaten wurde Zöschinger am 22. Juni 1778 zum Propst von Hl. Kreuz gewählt.
Zöschinger, der ein Verwandter des Salzburger Hofkapellmeisters Johann Ernst Eberlin war, pflegte regen Umgang mit Leopold Mozart und seinem Sohn Wolfgang Amadeus. Diese waren oft zu Gast im Stift.
Sein erstes bekanntes Werk, ein Menuett, entstand 1760. Es folgten zahlreiche weitere kirchenmusikalische Kompositionen, wie z. B. die Vesper in D (1783).